# Bengt Forslund
Pour les articles homonymes, voir Forslund.
Bengt Forslund, né le 22 juin 1932 à Stockholm est un scénariste et producteur suédois. Il a notamment produit et co-écrit le film Les Émigrants réalisé par Jan Troell et sorti en 1971, qui a été nommé aux Oscars du meilleur film et du meilleur scénario.

## Filmographie
- 1965 : 4x4 (scénariste)
- 1966 : Les Feux de la vie (scénariste, producteur)
- 1968 : The Corridor
- 1968 : Am-stram-gram (scénariste, producteur)
- 1969 : Made in Sweden
- 1971 : Les Émigrants (The Emigrants) (scénariste, producteur)
- 1972 : Le Nouveau Monde (scénariste, producteur)
- 1973 : Pistol
- 1974 : A Handful of Love
- 1974 : Gangsterfilmen (producteur)
- 1975 : The White Wall
- 1976 : Hello Baby
- 1977 : Den allvarsamma leken (scénariste)

## Distinctions
- 1968 : IWG Golden Plaque au Festival du film de Berlin pour Am-stram-gram[2]
- 1973 : Nommé pour le meilleur film et le meilleur scénario lors de la 45e cérémonie des Oscars pour Les Émigrants[3]